# Фергусон (Миссури)

Справа — округ Сент-Луис на карте штата Миссури, слева — город Фергусон на карте округа Сент-Луис

Фе́ргусон, также Фергюсон (англ. Ferguson) — город в округе Сент-Луис, штат Миссури, США. В городе расположена штаб-квартира крупной транснациональной корпорации Emerson Electric.

## География
Фергусон расположен на востоке штата Миссури примерно в 9 километрах от реки Миссисипи и штата Иллинойс, граница с которым здесь проходит по её руслу. Фергусон считается северо-западным пригородом крупного города Сент-Луис. Фергусон со всех сторон окружают другие небольшие города: Беркли, Деллвуд, Дженнингс, Кул-Валли и другие. Площадь города составляет 16,06 км², из которых 0,03 км² занимают открытые водные пространства. 11 парков общей площадью 106 акров.

## История
Будущий город был основан в 1855 году, когда некий Уильям Б. Фергюсон выделил здесь 10 акров (0,04 км²) своей земли для железной дороги Уобаш в обмен на постройку ими здесь новой постоянной станции и право на название. Поселение, начавшее расти вокруг станции, получило название Фергюсон-Стейшн. В 1878 году была построена первая школа: это здание стои́т и поныне. В 1894 году поселение было инкорпорировано со статусом «город» (city).
C 2010 года в Фергусоне ежегодно в середине мая проводится забег, в котором принимают участие жители всех возрастов.
В августе 2014 года Фергусон приобрёл печальную известность, после того как здесь белым полицейским был застрелен 18-летний чернокожий Майкл Браун (в городе белых меньше 30 %, чернокожих — более 67 %, при этом сотрудники полиции в основном белые: 47 человек из всего штата в 53 человека, по состоянию на момент происшествия). Это вызвало волну крупных акций протеста не только в городе, но и по всей стране, которые продолжались более двух недель.
После того как в ноябре того же года этот полицейский был оправдан судом присяжных, в Фергусоне возобновились беспорядки, и на этот раз они носили более серьёзный характер и продолжались более недели.

## Демография
Население Фергусона росло быстрыми темпами с начала XX века до начала 1970-х годов: за это время количество жителей увеличилось с 1000 человек с небольшим до почти 30 000 человек, но затем население начало постепенно уменьшаться, и к 2013 году составило уже чуть более 21 000 человек. Заметным фактом в демографии города является то, что если по переписи 1990 года количество белых жителей составляло 73,8 %, а чёрных — 25,1 %, то в 2000 году их было 44,7 % против 52,4 %, а в 2010 году уже 29,3 % против 67,4 %. То есть, за 20 лет белых жителей стало в 2,5 раза меньше, а чёрных — в 2,7 раза больше.
Согласно переписи 2010 года в Фергусоне проживало 21 203 человека, было 8192 домохозяйств и 5500 семей. В 39,1 % домохозяйств проживали дети младше 18 лет. 29,6 % домохозяйств представляли собой женатые пары, проживающие совместно, 31,5 % — женщину — главу семьи без мужа, 6,1 % — мужчину — главу семьи без жены, 32,9 % не являлись семьями. Средний размер семьи составлял 3,12 человека. Средний возраст горожанина был 33,1 года. 28,7 % населения были младше 18 лет, 10,4 % в возрасте от 18 до 24 лет, 25,2 % — от 25 до 44 лет, 25,3 % — от 45 до 64 лет и 10,3 % старше 65 лет. 44,8 % населения были мужчинами и 55,2 % — женщинами.
| Расовый состав (2010) - белые — 29,3 % - негры и афроамериканцы — 67,4 % - азиаты — 0,5 % - коренные американцы — 0,4 % - прочие расы — 0,4 % - смешанные расы — 2 % - латиноамериканцы (любой расы) — 1,2 % | Перепись населения Год переписи Нас. %± 1900 1015 — 1910 1658 63,3% 1920 1874 13% 1930 3798 102,7% 1940 5724 50,7% 1950 11573 102,2% 1960 22149 91,4% 1970 28759 29,8% 1980 24740 −14% 1990 22286 −9,9% 2000 22406 0,5% 2010 21203 −5,4% 2013 21111 −0,4% |  |        |
| Год переписи | Нас. |  | %±     |
| 1900 | 1015 |  | —      |
| 1910 | 1658 |  | 63,3%  |
| 1920 | 1874 |  | 13%    |
| 1930 | 3798 |  | 102,7% |
| 1940 | 5724 |  | 50,7%  |
| 1950 | 11573 |  | 102,2% |
| 1960 | 22149 |  | 91,4%  |
| 1970 | 28759 |  | 29,8%  |
| 1980 | 24740 |  | −14%   |
| 1990 | 22286 |  | −9,9%  |
| 2000 | 22406 |  | 0,5%   |
| 2010 | 21203 |  | −5,4%  |
| 2013 | 21111 |  | −0,4%  |

По оценкам 2012 года в Фергусоне проживали 21 135 человек. 43,9 % населения города были мужчинами, 56,1 % — женщинами. Средний возраст горожанина был 33,1 года. Средний доход домохозяйства составил 36 121 доллар в год, на душу населения — 19 775 долларов. Происхождение предков: немцы — 11,1 %, ирландцы — 8,4 %, англичане — 4,6 %, итальянцы — 2,7 %, французы — 2,3 %. Из жителей Фергусона старше 15 лет 41,3 % не состояли в браке и никогда в нём не были, 34,6 % были в браке и жили совместно, 3,4 % были в браке, но жили раздельно, 6,7 % вдовствовали и 14,1 % находились в разводе. 1 % жителей были рождены вне США.
По оценкам 2013 года в Фергусоне проживали 21 111 человек.

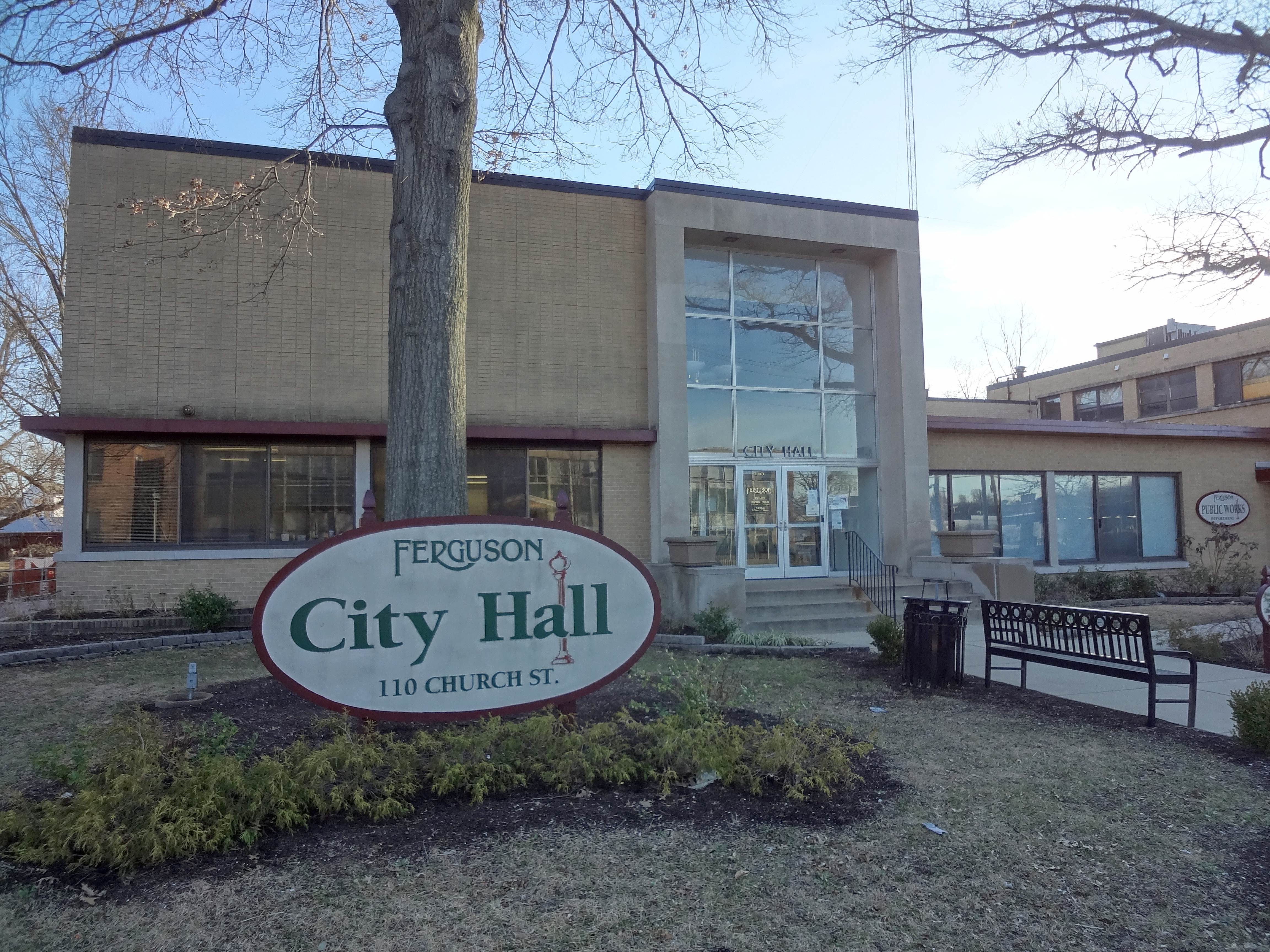
Городская ратуша
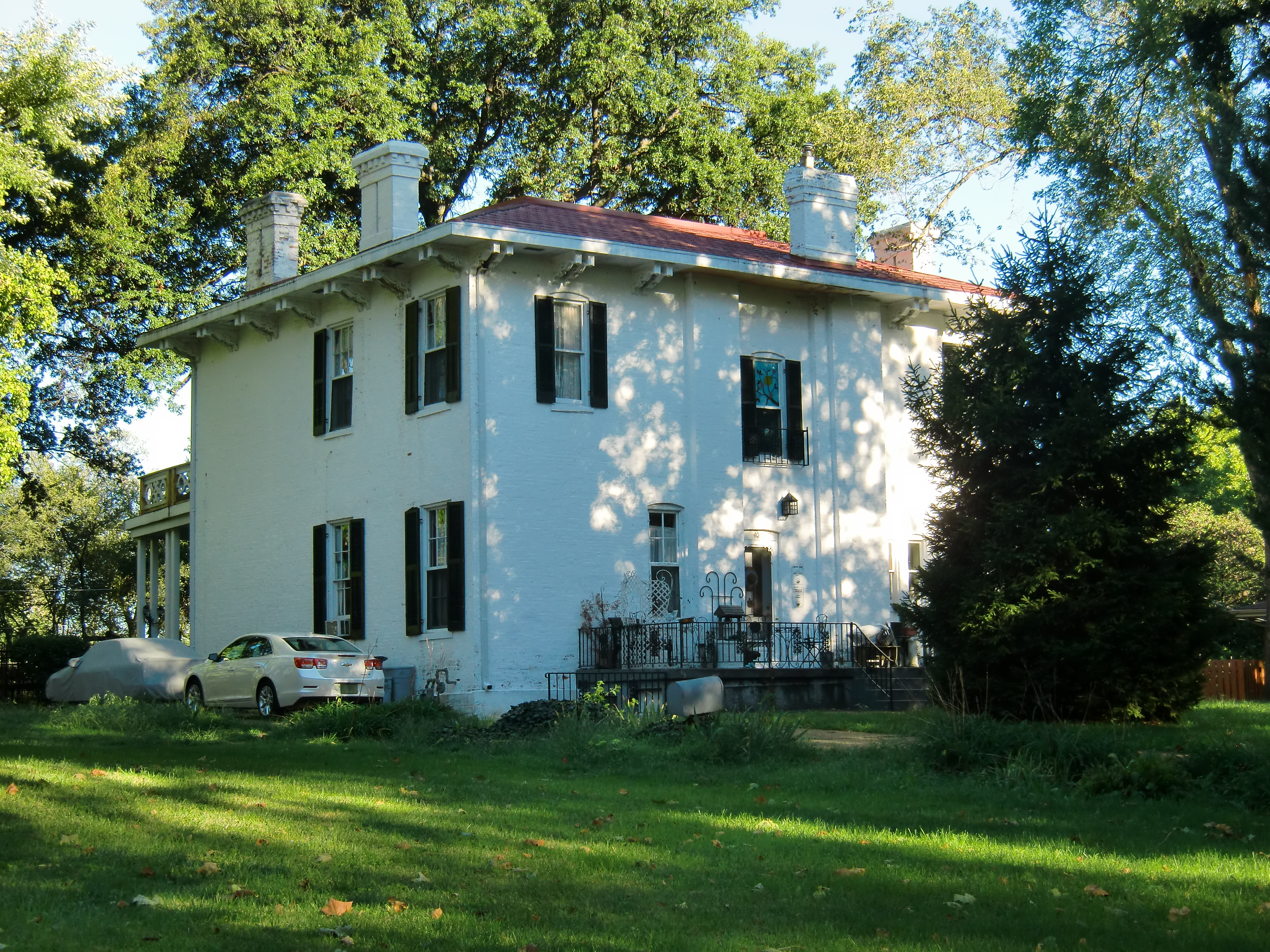
Уайлдвуд-Хаус, построен в 1857 году, внесён в НРИМ
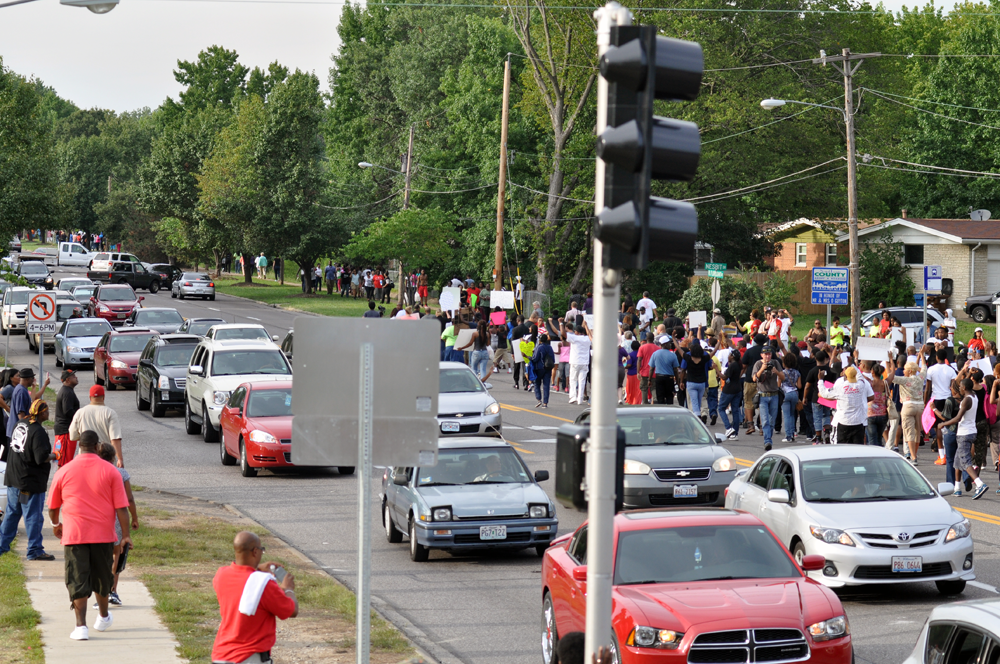
Акция протеста в Фергусоне, вызванная убийством белым полицейским безоружного чернокожего подростка. Август 2014 года